# Eutropis floweri
Eutropis floweri (мабуя Тейлора) — вид сцинкоподібних ящірок родини сцинкових (Scincidae). Ендемік Шрі-Ланки.

## Поширення і екологія
Мабуї Тейлора відомі з кількох місцевостей, розташованих на острові Шрі-Ланка. Вони живуть в тінистих вологих тропічних лісах.